# Martin William Currie

Erzbischofswappen von Martin William Currie

Martin William Currie (* 11. Dezember 1943 in Marinette) ist ein kanadischer Geistlicher und emeritierter römisch-katholischer Erzbischof von Saint John’s, Neufundland.

## Leben
Martin William Currie empfing am 10. Juni 1967 die Priesterweihe.
Papst Johannes Paul II. ernannte ihn am 12. Dezember 2000 zum Bischof von Grand Falls. Der Apostolische Nuntius in Kanada, Paolo Romeo, spendete ihm am 31. Januar des nächsten Jahres die Bischofsweihe; Mitkonsekratoren waren Terrence Thomas Prendergast SJ, Erzbischof von Halifax, und Raymond John Lahey, Bischof von Saint George’s. Als Wahlspruch wählte er Dominus fortitudo sperantium.
Am 9. September 2006 wurde er zum Diözesanadministrator von Saint John, New Brunswick. Von seinem Amt als Apostolischer Administrator von Saint John, New Brunswick trat er am 8. Mai 2007 zurück. Am 18. Oktober 2007 wurde er zum Erzbischof von Saint John’s, Neufundland ernannt und am 30. November desselben Jahres in das Amt eingeführt. Von seinem Amt als Bischof von Grand Falls trat er am 1. März 2011 zurück.
Am 12. Dezember 2018 nahm Papst Franziskus das von Martin William Currie aus Altersgründen vorgebrachte Rücktrittsgesuch an.